# Ernst Jünger
Ernst Jünger (Heidelberg, 1895. március 29. – Riedlingen, 1998. február 17.) német író, filozófus, katonatiszt és rovarkutató.
Elsősorban háborús naplója In Stahlgewittern, valamint esszéi, fantasztikus regényei és elbeszélési tették ismertté. Radikális, nemzetiszocialista és demokrácia ellenes hangvételű korai írásai miatt néhány kritikus a nemzetiszocializmus intellektuális úttörőjének tartja, míg mások szerint csak időleges és érintőleges közelségbe került ezekkel a csoportokkal. A nemzetiszocialista ideológiától az 1930-as évek vége felé eltávolodott, mert ostobának tartotta a mozgalom totalitarizmusát.

## Élete
Ernst Jünger egy gyógyszerész fia volt és minden kétséget kizáróan az egyik legvitatottabb német író, ha nem a legvitatottabb abszolút értelemben. Ez elsősorban annak tudható be, hogy élete során olyan gyakran változtatta világnézetét, mint egyetlen más író sem. A gimnázium végén 1913-ban jelentkezett a Francia Idegenlégióba, hogy elkerülje az érettségi vizsgát. 1914-ben önkéntesen bevonult katonának az első világháborúba. A nyugati fronton szolgált és olyannyira kitüntette magát, hogy megkapta a legmagasabb porosz katonai kitüntetést, a Pour le Mérite díjat. A háború után 1923-ig a hadseregben maradt, majd Lipcsében és Nápolyban élettant és filozófiát tanult, de három évvel később úgy döntött, hogy író lesz. A második világháború idején a katonai parancsnokság vezérkarának tagjaként Párizsban állomásozott.
1944-ben „szolgálatra méltatlannak” ítéltetett (Szolgálatra méltatlannak az minősült, aki nem árja származású vagy homoszexuális, politikai ellenfél volt, vagy nem volt birtokában a polgári jogoknak) és 1945-ben a Harmadik Birodalom összeomlásáig megtiltották neki az írást. A háború után egykori lelkesülése a háborúért, a totalitarizmusért és nacionalimusért 180 fokos fordulatot vett, a béke, szabadság és emberiesség váltak ideáljaivá.

## Munkássága
Legtöbb kortársához hasonlóan Jüngernek is az volt a véleménye, hogy a régi polgári értékek elhasználódtak és a társadalom a totális összeomlás szélén áll. Más íróktól azonban az különböztette meg, hogy ő úgy tartotta, hogy már elkezdődött egy új társadalom kialakulása. Jünger szerint ezért két politikai társadalmi fejlődés volt felelős, nevezetesen a második világháború és a technika, számára mindkettő démoni jelenség, melyeknek mélyebb jelentése is van. Úgy gondolta, hogy e két dolog képes arra, hogy létrehozza azt az embertípust, amely meg tudja újítani a társadalmat. Tehát a harcost, (Krieger) aki a küzdelmek káoszában fölényesen győzni képes, és aki a kockázatok ellenére is bátran belevág minden kalandba, még akkor is, ha vesztésre áll. Másrészt létrehozza a munkást, aki az önelégült és biztonságát féltő (nagy)polgárral ellentétben, rendkívül erényes, bátor, áldozatkész, erős akarattal rendelkezik és hasonló mértékben azonosul a technikával.

## Magyarul
- A márványszirteken; ford. Nemes Péter; Európa, Bp., 2004
- Homokórák könyve; ford. Hajdú Farkas-Zoltán; Bookart, Miercurea Ciuc, 2012
- Acélzivatarban; ford. Csejtei Dezső, Juhász Anikó; Noran Libro, Bp., 2014